# San Isidro (Buenos Aires)
San Isidro è una città argentina, capoluogo del partido omonimo della provincia di Buenos Aires. È situata nella parte settentrionale dell'agglomerato della Grande Buenos Aires, sulle rive del Río de la Plata.

## Geografia
San Isidro è situata sulla sponda destra del Río de la Plata, nella parte nord dell'area metropolitana bonaerense, a 23 km a nord-ovest di Buenos Aires.

## Storia
I terreni sui quale sorge l'odierna città di San Isidro furono distribuiti nel 1580 da Juan de Garay ai suoi uomini.
Nel 1706 il capitano spagnolo Domingo de Acasusso costruì nei terreni di sua proprietà a nord di Buenos Aires una piccola cappella dedicata a Sant'Isidoro l'Agricoltore, patrono di Madrid.
Nel 1784 le autorità coloniali spagnole istituirono il partido di San Isidro. Nei decenni successivi attorno alla cappella iniziò a sorgere un piccolo centro abitato dotato di un piccolo porticciolo, spesso utilizzato dai contrabbandieri. 
Nel 1850 il governo provinciale di Buenos Aires istituì il municipio di San Isidro.

## Monumenti e luoghi d'interesse
- Cattedrale di Sant'Isidoro, dichiarata Monumento nazionale nel 1963.
- Casa Anchorena

## Società
Al censimento del 2001 la località contava una popolazione di 45 190 abitanti.

### Religione
La città è sede della diocesi di San Isidro, istituita l'11 febbraio 1957 e suffraganea dell'arcidiocesi di Buenos Aires.

## Cultura

### Istruzione

#### Musei
- Museo Pueyrredon, situato all'interno della residenza di Juan Martín de Pueyrredón.
- Museo e Archivio di San Isidro "Dr. Horacio Beccar Varela"
- Museo Casa Alfaro
- Museo del Rugby

## Infrastrutture e trasporti

### Strade
La principale via d'accesso a San Isidro è la strada nazionale A003, un raccordo che unisce la città alla rete autostradale dell'area metropolitana bonaerense.

### Ferrovie
San Isidro è servita da una propria stazione ferroviaria posta lungo la linea suburbana Mitre, che unisce il centro di Buenos Aires alla parte nord dell'area metropolitana bonaerense. La cittadina dispone di una stazione (San Isidro R) sulla ferrovia del Treno della Costa.

## Sport
La principale squadra calcistica di San Isidro è il Club Atlético Acassuso.
Vi si trova l'Ippodromo di San Isidro, importante impianto sportivo.